# عاهل
العاهل (الجمع: عُهَّال) هو ملك الدولة ويعتبر رأس الدولة، ويتخذ العاهل ألقاب مثل: فرعون، ملك، سلطان، إمبراطور، قيصر، دوق أكبر، أمير، خليفة وغيره. وغالبا ما يطبق تسمية العاهل على الملك وقد يكون العاهل ذكرا أو أنثى في بعض الأماكن والأزمنة، وقد يكون العاهل ذو سلطة مطلقة، أو أنه يملك فقط بينما يحكم رئيس الوزراء - الذي يرأس الحزب الفائز بالانتخابات البرلمانية.
عادة ما يرث الملك شخصياً الحق القانوني في ممارسة الحقوق السيادية للدولة (يشار إليها غالبًا بالعرش أو التاج) أو يتم اختياره من خلال عملية راسخة من عائلة أو جماعة مؤهلة لتقديم ملك الأمة. بدلاً من ذلك، يمكن للفرد أن يصبح ملكًا عن طريق حق الفتح أو التزكية أو مجموعة من الوسائل. يسود الملك عادة مدى الحياة أو حتى التنازل.
إذا توج طفل صغير بالملك، فغالبًا ما يتم تعيين الوصي للحكم حتى يصل الملك إلى سن البلوغ المطلوب للحكم. تختلف السلطات الفعلية للملوك من ملكية إلى أخرى وفي عصور مختلفة. من جهة، قد يكونون مستبدين (ملكية مطلقة) يتمتعون بسيادة حقيقية؛ من ناحية أخرى قد يكونون رؤساء احتفاليين يمارسون القليل من السلطة المباشرة أو لا يمارسونها أو يمتلكون سلطات احتياطية فقط، مع السلطة الفعلية المخولة للبرلمان أو هيئة أخرى (ملكية دستورية).